# 鍵琴高奏
鍵琴高奏（日语：タスティエーラ），是日本現役純種競賽馬匹。目前主要勝場有2023年東京優駿（日本打吡）及2025年女皇盃。

## 出賽前
2020年3月22日出生於北海道安平町北部牧場，成長途中於一口馬主俱樂部Carrot Farm Co. Ltd.進行馬主募集。
其後交由美浦訓練中心練馬師堀宣行訓練。

## 競賽生涯

### 2歲
2022年11月27日出戰東京競馬場2歲新馬戰，由莫雅策騎之下成功發揮優秀的末腳速度，最終以3 1/2馬位優勢輕鬆獲得首勝。

### 3歲
2023年2月12日以共同通信盃作爲年度首戰，比賽初段處於中團有利位置追走，雖然於直路上以凌厲的姿態衝刺，但未能對前方賽駒造成威脅下以第四完賽。
3月5日出戰彌生賞大震撼紀念，由於上仗的騎師福永祐一退役從練，因而由松山弘平接替。比賽開始後，其處於有利位置逐步推進，進入直路憑借比賽初段累積的優勢一早取得領先，後續保持速度下成功阻止由內欄位置突進的技超卓，最終以1馬位優勢取得首個分級賽冠軍。
其後出戰皋月賞，縱使其勝出前哨戰彌生賞大震撼紀念，但仍然落後共同通信盃冠軍幻影俠、京成盃冠軍初日高升、春季錦標冠軍寶徠歌劇及如月賞冠軍夜神飛驥取得第五人氣。比賽開始後，其於先頭位置展開推進，通過第四彎道時候有外檔位置迫近前方並開始加速。進入直路後，其以優勢的反應率先衝出，一度領先後方馬匹約2馬位的距離，然而此時一直處於後方的初日高升突然殺出，無法抵擋對手攻勢的鍵琴高奏隨即被超越，最終1 1/4馬位差距落敗得第二。
5月28日出戰東京優駿，由於此前兩仗的騎師松山弘平有約在先需要策騎心曲，因而改由來日客串的連達文代打策騎。比賽開始後，其因順利出閘而於先頭位置推進，比賽途中始終停留於第四的位置。進入直路後，其再度展現優秀的反應加速，於最後200米成功超越前方賽駒取得領先，其後保持衝刺下成功抵擋內欄寶徠歌劇及外檔初日高升和心曲的追擊，以頸位優勢奪得首個一級賽冠軍，亦爲騎師連達文帶來首個打吡優勝。

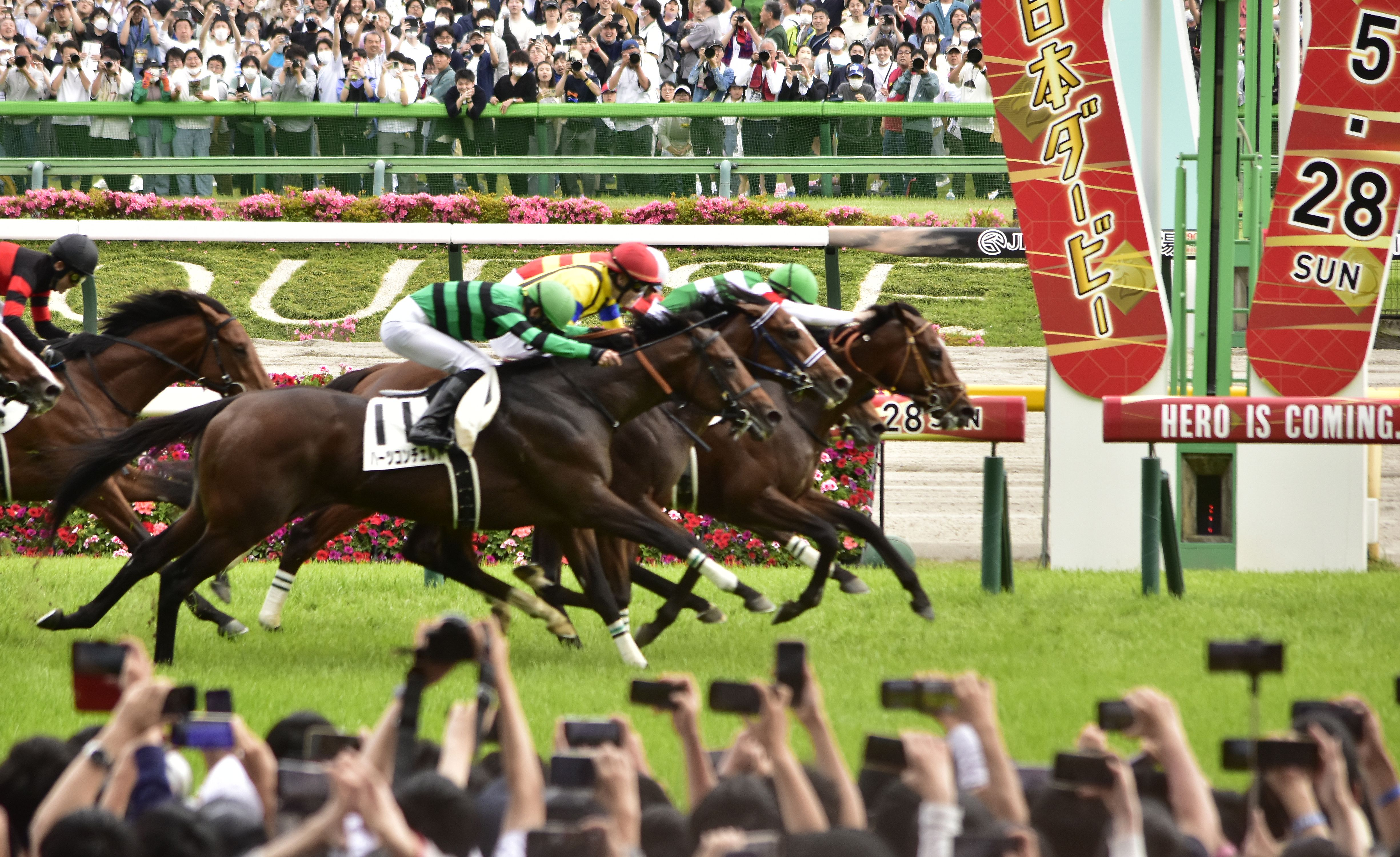
出戰東京優駿的鍵琴高奏

進入秋季後直走菊花賞﹐改由莫雷拉策騎。比賽開始後﹐其以穩定的節奏保持如中團左右位置推進﹐並如比賽途中停留如較內欄的位置減省腳程。進入直路後﹐其雖然成功待前方馬匹逐漸散開後衝出加速﹐但仍然無法對前方一直保持領放姿態的堅韌力造成威脅﹐最終被對手拉開3 1/2馬位以第二落敗。
12月24日出戰有馬紀念，爲其首次挑戰一衆年長馬匹。比賽開始後，其選擇和以往一樣的居中戰術保持於約莫第九的位置逐步推進，並於比賽途中處於稍爲外檔的位置。進入直路後，其嘗試於中檔位置展開加速，但於中段一直受到內閃的駿天宮之壓逼，最終無法順利進入全速狀態之下以第六完賽。
年末，由於其成功贏得東京優駿並於其他兩場經典三冠賽事均奪得亞軍，因而於評選中以260票當選最佳3歲雄馬。

### 4歲
2024年首戰為大阪盃，比賽初段保持於先行位置推進，但於進入直路後完全沒有衝勁，最終不斷被對手超越下以第11落敗。
其後出戰春季天皇賞，比賽途中維持於中團內欄位置下於直路在中檔位置望空，但仍然未能明顯地展步加速，最終無法迫近前方的對手下以第七落敗。
休養近半年後於秋季復出，並以秋季天皇賞作為目標。比賽開始後，其順利進佔先頭的位置推進，並成功在馬群中央找到遮擋以減少消耗，其後繼續以此節奏行進並進入最後彎道。進入直路後，其於所在位置開始尋找位置加速，於中段稍為移出中檔後繼續展開衝刺，雖然得以超越前方大部份賽駒，但最終仍然被於外檔走勢更佳的勝局在望壓制，以1 1/4馬位差距落敗取得第二。
稍為休整後遠征香港出戰香港盃，比賽初段逐步上前進佔先頭位置，於通過第一、二彎道後保持於領放馬展翼傲飛後方，並於通過第三、四彎道時逐漸進佔領先位置。進入直路後，其嘗試加速衝刺，但被同樣位置的浪漫勇士壓制，後續亦被後方上前的自由島超越，最終以第三完賽。

### 5歲
2025年上半年在休養過後直指女皇盃，賽前為第二人氣的熱門。比賽開始後，其順出閘之下在先頭位置跟隨前方的贏家、百賀飛駒及智取神駒前進，在對面直路末段開始上前取位。進入直路後，其瞬間尋找到望空位置展開衝刺並逐步透出，最終成功阻止先見及奇力駒的追擊取得冠軍。

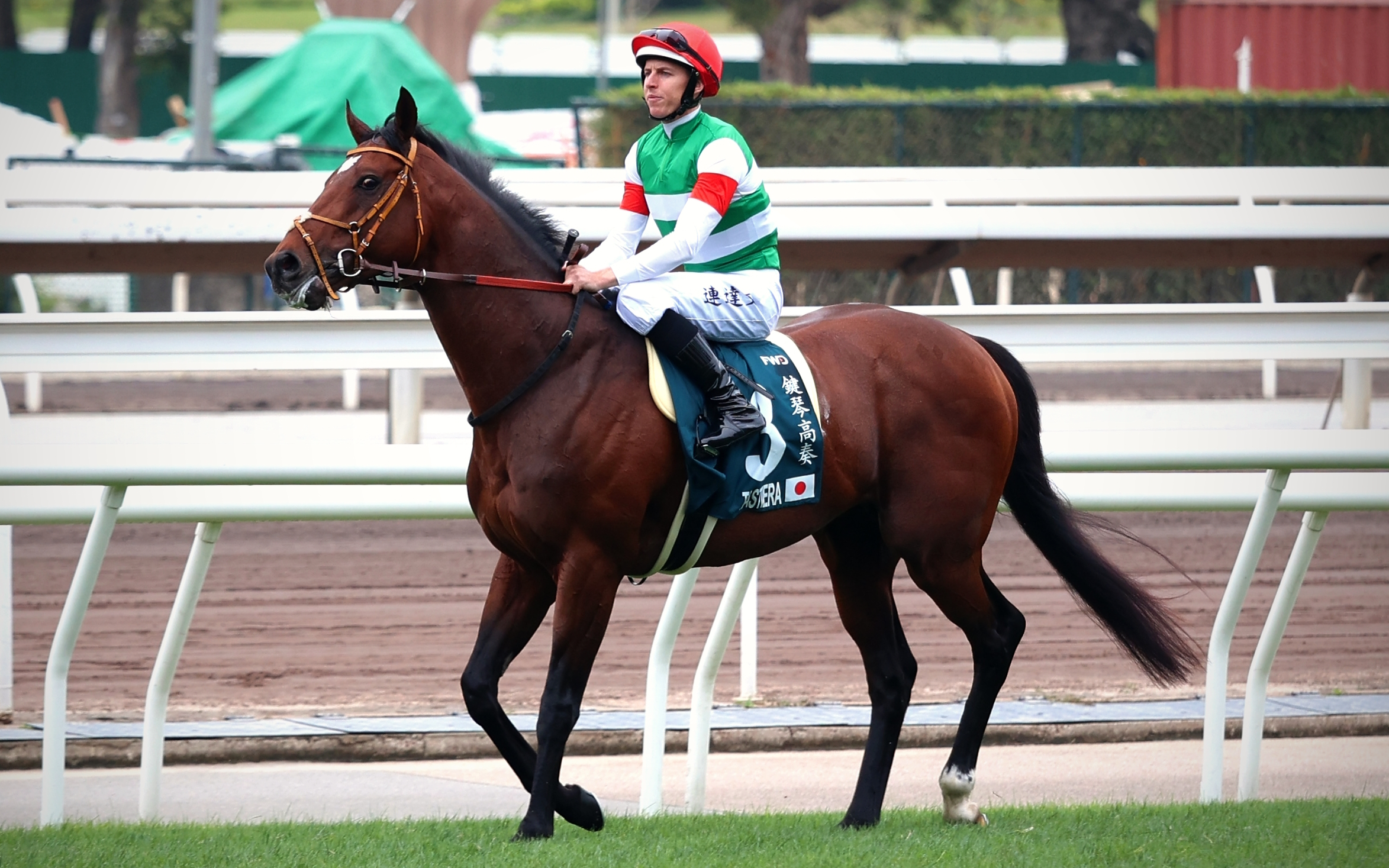
出戰富衛保險女皇盃的鍵琴高奏

### 詳細賽績
| 日期       | 舉辦國家 | 馬場 | 距離   | 級別 | 賽事名稱         | 負重 | 騎師     | 馬號 | 出馬 | 名次 | 時間    | 頭馬（二馬）         |
| ---------- | -------- | ---- | ------ | ---- | ---------------- | ---- | -------- | ---- | ---- | ---- | ------- | -------------------- |
| 27/11/2022 | 日本     | 東京 | 草1800 |      | 2歲新馬          | 55   | 莫雅     | 12   | 16   | 1    | 1:47.2  | （La Reine des Lys） |
| 12/2/2023  | 日本     | 東京 | 草1800 | GIII | 共同通信盃       | 56   | 福永祐一 | 6    | 12   | 4    | 1:47.2  | 幻影俠               |
| 5/3/2023   | 日本     | 中山 | 草2000 | GII  | 彌生賞大震撼紀念 | 56   | 松山弘平 | 6    | 10   | 1    | 2:00.4  | （技超卓）           |
| 16/4/2023  | 日本     | 中山 | 草2000 | GI   | 皋月賞           | 57   | 松山弘平 | 14   | 18   | 2    | 2:008   | 初日高升             |
| 28/5/2023  | 日本     | 東京 | 草2400 | GI   | 東京優駿         | 57   | 連達文   | 12   | 18   | 1    | 2:25.2  | （初日高升）         |
| 22/10/2023 | 日本     | 京都 | 草3000 | GI   | 菊花賞           | 57   | 莫雷拉   | 7    | 17   | 2    | 3:03.7  | 堅韌力               |
| 24/12/2023 | 日本     | 中山 | 草2500 | GI   | 有馬紀念         | 56   | 莫雅     | 13   | 16   | 6    | 2:31.5  | 勝局在望             |
| 31/3/2024  | 日本     | 阪神 | 草2000 | GI   | 大阪盃           | 57   | 松山弘平 | 3    | 16   | 11   | 1:58.9  | 寶徠歌劇             |
| 28/4/2024  | 日本     | 京都 | 草3200 | GI   | 春季天皇賞       | 58   | 莫雷拉   | 7    | 17   | 7    | 3:15.0  | 帝王級               |
| 27/10/2024 | 日本     | 東京 | 草2000 | GI   | 秋季天皇賞       | 58   | 松山弘平 | 4    | 15   | 2    | 1:57.5  | 勝局在望             |
| 9/12/2024  | 香港     | 沙田 | 草2000 | GI   | 香港盃           | 57   | 連達文   | 4    | 11   | 3    | 2:00.97 | 浪漫勇士             |
| 27/4/2025  | 香港     | 沙田 | 草2000 | GI   | 女皇盃           | 57   | 連達文   | 3    | 11   | 1    | 2:00.51 | （先見）             |

## 血統簡介
父系里見皇冠爲日本賽駒，生涯戰績優秀，曾勝出香港瓶及寶塚紀念。祖父馬足爲愛爾蘭生產的英國賽駒，生涯戰績優秀，曾勝出一級賽聖詹姆士皇宮錦標，退役後亦有良好的配種成績，如有香港馬王原居民及2019年前一直保持香港獎金紀錄的爆冷等優秀後代。
母系Partitura爲日本賽駒，生涯戰績不佳僅勝出條件戰級別的賽事。外祖父曼城茶座爲日本賽駒，生涯於長距離賽事有良好表現，包括勝出菊花賞、有馬紀念及春季天皇賞等長距離賽事。

### 血統表
| 父線：北地舞人系（Nearctic系）      |                           |               |                    |
| 種馬 里見皇冠 2012年（深棗色）      | 馬足 1988年（深棗色）     | 最後大官      | Try My Best        |
| 種馬 里見皇冠 2012年（深棗色）      | 馬足 1988年（深棗色）     | 最後大官      | Mill Princess      |
| 種馬 里見皇冠 2012年（深棗色）      | 馬足 1988年（深棗色）     | Flame of Tara | Artaius            |
| 種馬 里見皇冠 2012年（深棗色）      | 馬足 1988年（深棗色）     | Flame of Tara | Welsh Flame        |
| 種馬 里見皇冠 2012年（深棗色）      | Jioconda 2003年（棗色）   | Rossini       | Miswaki            |
| 種馬 里見皇冠 2012年（深棗色）      | Jioconda 2003年（棗色）   | Rossini       | Touch of Greatness |
| 種馬 里見皇冠 2012年（深棗色）      | Jioconda 2003年（棗色）   | La Joconde    | Vettori            |
| 種馬 里見皇冠 2012年（深棗色）      | Jioconda 2003年（棗色）   | La Joconde    | Lust               |
| 繁殖雌馬 Partitura 2014年（深棗色） | 曼城茶座 1998年（棕色）   | 週日寧靜      | Halo               |
| 繁殖雌馬 Partitura 2014年（深棗色） | 曼城茶座 1998年（棕色）   | 週日寧靜      | Wishing Well       |
| 繁殖雌馬 Partitura 2014年（深棗色） | 曼城茶座 1998年（棕色）   | Subtle Change | Law Society        |
| 繁殖雌馬 Partitura 2014年（深棗色） | 曼城茶座 1998年（棕色）   | Subtle Change | Santa Luciana      |
| 繁殖雌馬 Partitura 2014年（深棗色） | Fortepiano 2003年（栗色） | French Deputy | Deputy Minister    |
| 繁殖雌馬 Partitura 2014年（深棗色） | Fortepiano 2003年（栗色） | French Deputy | Mitterand          |
| 繁殖雌馬 Partitura 2014年（深棗色） | Fortepiano 2003年（栗色） | Kyoei Forte   | 北方風味           |
| 繁殖雌馬 Partitura 2014年（深棗色） | Fortepiano 2003年（栗色） | Kyoei Forte   | Carfty Wife        |
| 雌系：號族：9-a                     |                           |               |                    |
| 五代內近親交配：北地舞人 5×5        |                           |               |                    |

## 命名由來
名字Tastiera（タスティエーラ）於意大利語中，意思是電子琴，聯想自母系Partitura（意大利語中有樂譜的意思）的名字，香港則加以修飾，翻譯为「鍵琴高奏」。

## 外部連結
- 鍵琴高奏 netkeiba.com （页面存档备份，存于）
- 血統表 （页面存档备份，存于）